# Rolando Filidei
Rolando Filidei (Navacchio, 1914 – Rosignano, 1980) è stato uno scultore italiano.

## Biografia
Frequentò il liceo artistico a Firenze, mantenendosi con borse di studio, diplomandosi nel 1937, anno in cui fu chiamato a fare il servizio militare in qualità di ufficiale. Dopo il conflitto mondiale riprese l'attività artistica a Rosignano Solvay, dove lavorò il legno, la pietra e il bronzo. Filidei ha tenuto oltre 50 esposizioni in varie città italiane ed estere. Le sue opere sono esposte in chiese e palazzi pubblici. Fu anche insegnante di educazione artistica alle scuole medie "Ernesto Solvay" di Rosignano dal 1947 al 1977.
Morì nel 1980 all'età di 66 anni.